# Вороняче гніздо

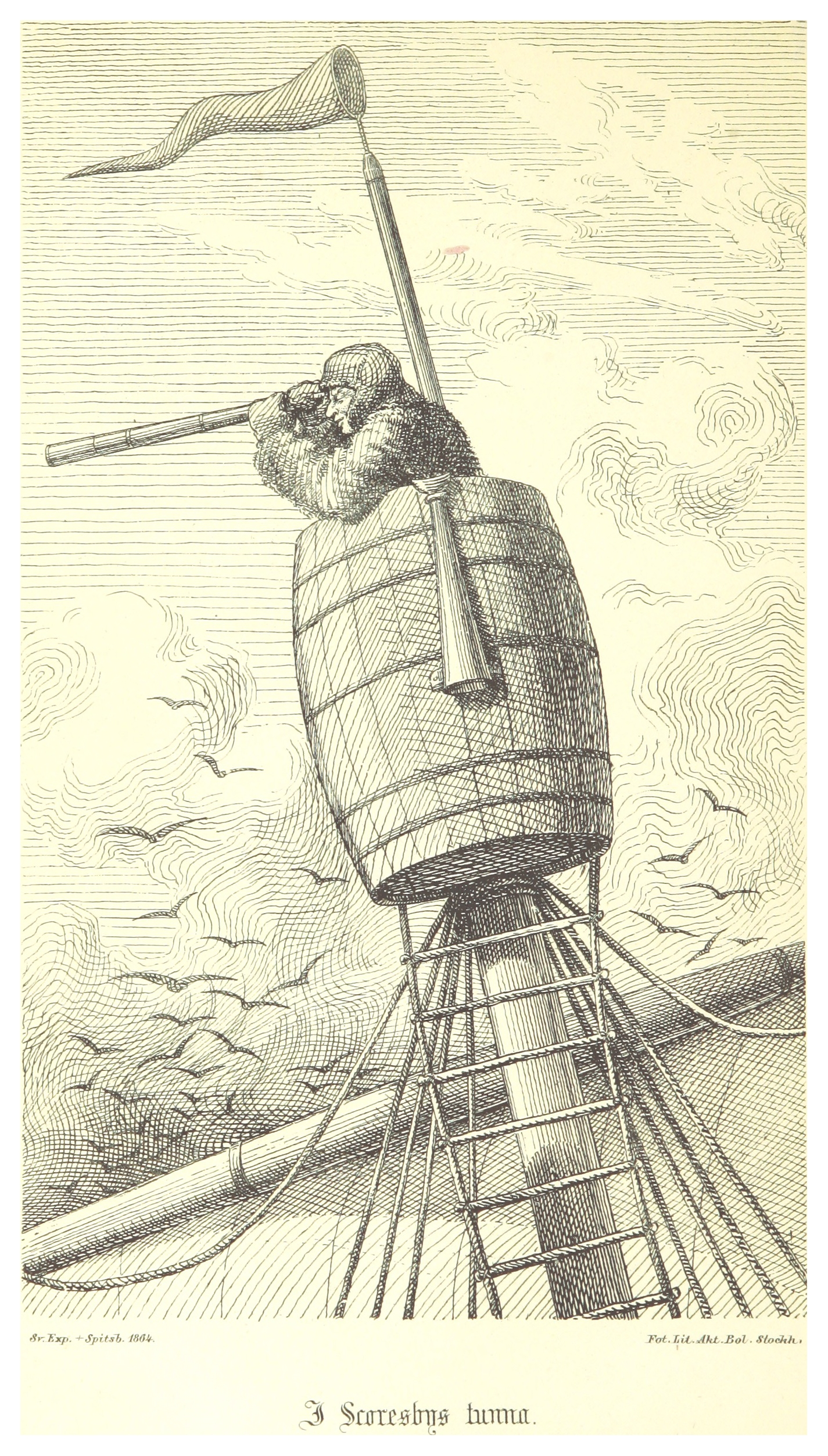
Вороняче гніздо з шведської експедиції 1863 року біля берегів Ян-Маєну.

Вороняче гніздо, ґав'яче гніздо — спостережний пост на щоглі судна у вигляді прикріпленої до неї на певній висоті бочки, у якій знаходиться спостерігач. Воронячі гнізда слід відрізняти від марсів — майданчиків на топах щогл, призначених не лише для спостережень, але й для розносу стень-вант.
Походження терміна пов'язують з традиціями давніх вікінгів, які брали з собою в плавання клітки з воронами. У стародавні часи ці птахи грали роль засобів навігації, оскільки будвши випущеними на волю, негайно прямували до землі, що дозволяло здогадно прокласти до неї курс. Як правило, вікінги тримали ворон в клітках, закріплених у верхній частині щогл і надалі, з розвитком кораблебудування, ця назва узвичаїлася в значенні спостережного пункту.